# Nevis Historical and Conservation Society

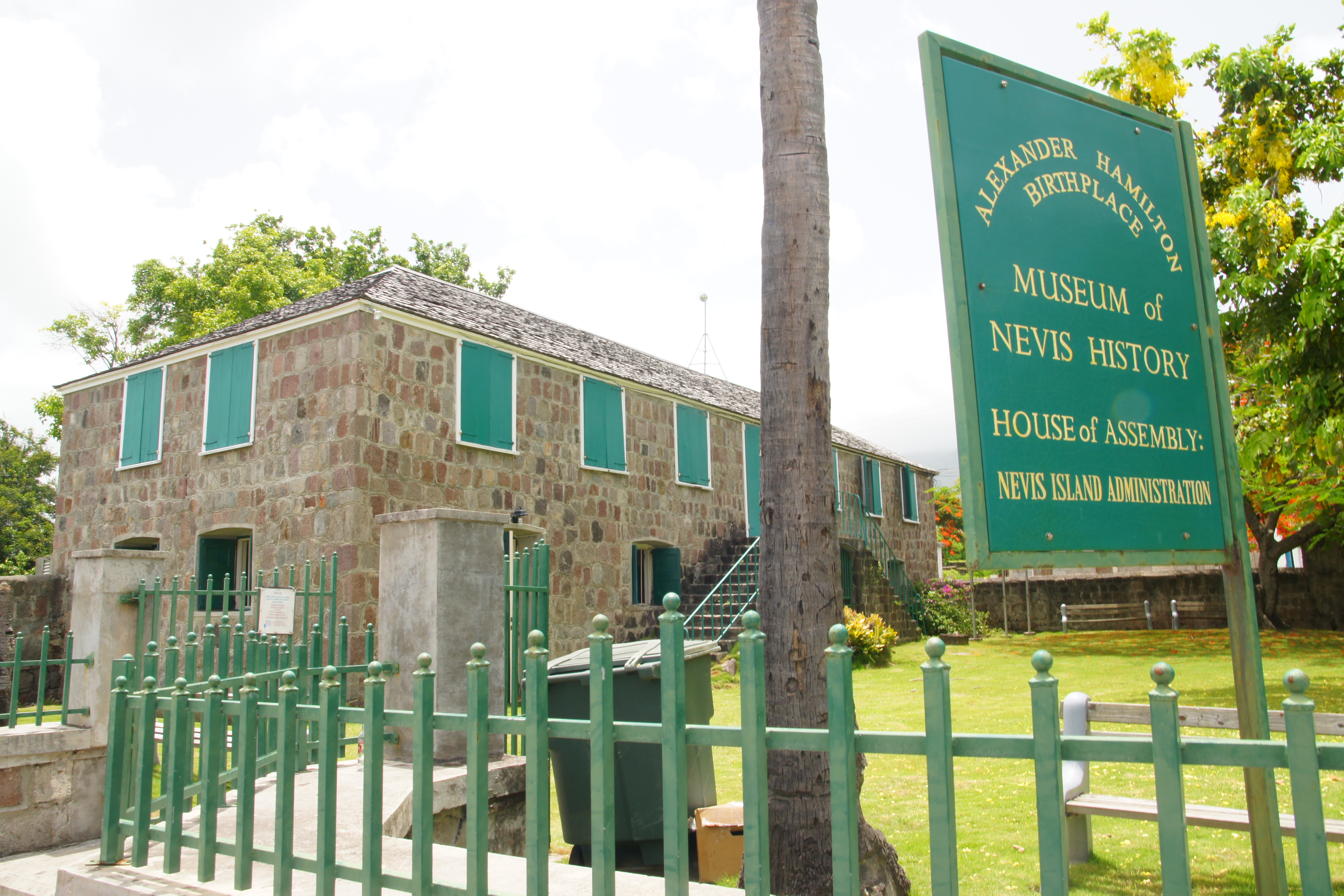
Geburtshaus von Alexander Hamilton, Museum of Nevis History.

Die Nevis Historical and Conservation Society (NHCS) ist eine Denkmalschutz-Organisation auf der Insel Nevis des karibischen Inselstaates St. Kitts und Nevis, in den Leeward Islands, West Indies. Die Non-Profit-Organisation und Non-Governmental-Organisation (NGO) wurde 1980 gegründet um das Naturerbe und das kulturelle Erbe der Insel zu erhalten.

## Ziele und Finanzierung
Die NHCS ist beauftragt das Naturerbe und das kulturelle Erbe der Insel Nevis zu schützen und zu verwalten. Die Eigenverpflichtung sagt: „um das natürliche, kulturelle und historische Gewebe der Insel Nevis und ihrer umgebenden See für alle seine Menschen zu bewahren.“ („to conserve the natural, cultural and historic fabric of the Island of Nevis and her surrounding sea for all its people.“)
Die Organisation wird durch lokale und international Mitgliedschaften, Spenden, Eintrittsgelder für die Museen und Verkäufe, sowie jährliche Fundraising-Events und einen Stiftungs-Fonds finanziert. Am 2. Mai 2012 verabschiedete die Nevis Island Assembly einstimmig eine Verordnung zur Gründung eines Heritage Trust zur Unterstützung der Organisation. Später wurde jedoch festgestellt, dass durch den Trust der Society rechtliche der NGO-Status abhandenkommen würde, so dass der Trust nicht eingerichtet wurde.

## Museen und Dienstleistungen
Die NHCS unterhält zwei Museen auf der Insel und hat institutionalisierte Projekte und Richtlinien  um die einzigartige Geschichte und Umwelt der Insel zu schützen und dieses Erbe zugänglich zu machen für Einheimische und Besucher.

### Nevis Heritage Center und Museum of Nevis History
Das Alexander Hamilton Museum war lange Jahre im Gebäude untergebracht, welches als Hamilton House bekannt ist, ein schönes Steinhaus am Ufer in der Nähe des Zentrums von Charlestown, dem Hauptort von Nevis. Das georgianische Gebäude entstand auf den Ruinen eines älteren Gebäudes. Man geht davon aus, dass dies ein Stall gewesen ist, welcher 1840 durch einen Hurrikan zerstört worden war. Heute wird es als „Museum Building“ bezeichnet. Der erste Stock ist derzeit Heimat des Museum of Nevis History. Das Obergeschoss ist Versammlungsort des Nevis Island Governments Legislative Offices, der Nevis Island Assembly.
Ursprünglich dachte man, dass das Museum Building das Geburtshaus des US-amerikanischen Staatsmannes Alexander Hamilton war. Inzwischen geht man jedoch davon aus, dass Hamilton in einem anderen Gebäude, auch auf dem Gelände, geboren wurde. Dies ist ein hölzernes Gebäude, welches heute als Nevis Heritage Centre dient.
Das Nevis Heritage Centre beherbergt mittlerweile die Ausstellung zu Alexander Hamilton. Das Gebäude war ursprünglich bekannt als „Trott House“, nach der Familie, der das Haus zuletzt gehörte. Als sich die Hinweise verdichteten, dass dieses Haus das historische Geburtshaus von Hamilton war, wo er mit seiner Mutter lebte, wurde das Haus 2011 vom NHCS erworben. Nach der Restaurierung und Gestaltung der Gärten wurde ein Café angelegt und das Anwesen der Öffentlichkeit zugänglich gemacht.

### Horatio Nelson Museum
Die NHCS unterhält auch das Horatio Nelson Museum im Südosten von Charlestown bei Bellevue. In dem Gebäude ist auch das Nevis Island Archives of Historical Records untergebracht.
Das Museum zeigt eine Sammlung zu Horatio Nelson, eine umfangreiche Sammlung von Memorabilia zu Nelson. Als Admiral Nelson ein junger Kapitän war, war er auf Nevis stationiert bis Mitte der 1780er. 1787 heiratete Nelson eine junge Wittwe, die Schwiegertochter eines Plantagenbesitzers auf Nevis, Frances (Fanny) Nesbit.

### Joan Robinson Biodiversity and Oral History Resource Centre
Das Gebäude bei Bellevue beherbergt außerdem das Joan Robinson Biodiversity and Oral History Resource Centre, das am 22. April 2009 eröffnet wurde. Es besteht aus zwei Laboratorien. In dem einen wird die Flora und Fauna von Nevis dokumentiert und in dem anderen befindet sich eine Video Editing Suite (Filmanlage), die zur Aufzeichnung und Erhaltung der mündlichen Geschichte der Insel dienen soll. Es werden digitale Aufnahmen der ältesten Menschen der Insel gemacht, um die Erinnerungen an das Leben auf Nevis Anfang des 20. Jahrhunderts zu erhalten.
Biodiversity und Oral History Projects werden gemeinsam von der United Nations Educational, Scientific and Cultural Organization der UNESCO, dem Canada Fund for Local Initiatives (Canadian International Development Agency, CIDA), der British High Commission von Barbados und dem Strabon Project der französischen Botschaft in St. Lucia getragen.
Ein großer Teil der Arbeit wird von Highschool-Schülern übernommen. In dem Prozess lernen sie technische und wissenschaftliche Fähigkeiten in Bezug auf Archäologie, Biologie, Botanik, GPS/GIS-Mapping und -Surveytechniken, Fotografie und Filmaufnahmen, Websitedesign und anderes.

## Veröffentlichungen
Die Society veröffentlicht einen vierteljährlichen Newsletter, The Gathering.
1989 veröffentlichte die NHCS das Booklet The Birds of Nevis (Paul Hilder). Die Artenliste dieser Publikation wurde seither immer erweitert und aktualisiert.
2000 wurde das Buch The Natural History of the Island of Nevis (David Robinson, Jennifer Lowery) veröffentlicht. Darin findet sich auch ein Kapitel zu den Süßwasser-Invertebraten von dem Biologen T. David Bass.